# Harriet Dart
Harriet Dart (nascida em 28 de julho de 1996) é uma tenista profissional britânica.
Dart entrou no top 100 da WTA pela primeira vez em março de 2022 e alcançou a classificação de simples de sua carreira, 84, em 25 de julho de 2022. Ela também tem uma classificação de duplas, a melhor de sua carreira, de nº 91, alcançada em 19 de junho de 2023. Ela alcançou a final do Torneio de Wimbledon de 2021 em duplas mistas com Joe Salisbury [en].
Dart ganhou um título de duplas WTA 125 e cinco títulos de simples e dezesete de duplas no Circuito Feminino da ITF. Ela fez sua estreia no WTA Tour no Eastbourne International 2015.

## Vida pessoal
Dart nasceu em Hampstead, Londres e frequentou a Royal School. Sua mãe é professora e seu pai é agrimensor.
Ela começou a jogar tênis aos sete anos, suas superfícies favoritas são quadra dura e grama.

## Carreira Profissional

### 2018: Dois títulos na ITF
Dart começou a jogar em eventos menores da ITF. Progrediu já em fevereiro, conquistou seu primeiro título em um evento de US$ 25k em Altenkirchen na Alemanha, depois de passar pela qualificatória. Em seguida, foi vice-campeã em outro torneio de US$ 25k emYokohama no Japão onde também passou pela qualificatoria. Chegou às semifinais de um torneio de US$ 60k em Luan na China. Chegou à outra semifinal de um torneio de US$ 100k em Surbiton, Inglaterra. E em outubro, venceu mais um torneio de US$ 25k em Oslo, Noruega.

### 2019: Terceira rodada em Wimbledon, estreias no Australian Open US Open
No Australian Open, ela passou pela qualificatória mas perdeu para Maria Sharapova na primeira rodada sem vencer um único game. Em 30 de março, Dart e sua parceira de duplas Lesley Kerkhove [en] venceram a final do Open de Seine-et-Marne contra Sarah Beth Gray [en] e Eden Silva [en].
Em Wimbledon, Dart venceu Christina McHale e Beatriz Haddad Maia, avançando para a terceira rodada, onde perdeu para Ashleigh Barty vencendo apenas dois games. Em agosto, Dart se classificou para o US Open pela primeira vez em sua carreira; ela perdeu na primeira rodada para Ana Bogdan, em sets diretos.

### 2021: Final de duplas mistas de Wimbledon
No Torneio de Wimbledon, Dart alcançou sua primeira final de Grand Slam, tornando-se a decisão de duplas mistas ao lado do parceiro Joe Salisbury [en], onde perderam para Neal Skupski [en] e Desirae Krawczyk por 2-6, 6-7.

### 2022: Quarta rodada de WTA 1000, Top 100
Dart fez um avanço significativo em Indian Wells. Depois de passar pela qualificatória, ela chegou às oitavas de final, incluindo uma vitória sobre Elina Svitolina, sua primeira vitória sobre uma jogadora top 20 antes de perder para Madison Keys. Os pontos que ela ganhou a levaram ao top 100 do ranking pela primeira vez. Depois de não obter sucesso na temporada em quadras de saibro, Dart entrou no Nottingham Open, onde derrotou Donna Vekić e Camila Giorgi antes de perder a sua primeira quartas de final em um evento do WTA Tour para Alison Riske. Ela então entrou no Birmingham Classic e derrotou Camila Osorio, antes de perder para Simona Halep. No Eastbourne International, ela venceu Madison Brengle, Jil Teichmann e Marta Kostyuk, antes de perder para Petra Kvitová nas quartas de final. Em 25 de julho, ela subiu para a 84ª posição no ranking da WTA, sua posição mais alta de todos os tempos. No US Open, ela garantiu sua primeira vitória entre as 10 primeiras, derrotando Daria Kasatkina na primeira rodada em três sets. Ela saiu do torneio na segunda rodada, perdendo para Dalma Gálfi em sets diretos.

### 2023: Quartas de final consecutivas e sucesso na equipe nacional
Em junho de 2023, Dart alcançou sucessivas quartas de final do WTA Tour com campanhas até as oitavas de final em eventos de quadra de grama em Nottingham, onde perdeu para a eventual campeã Katie Boulter, e Birmingham, quando foi Anastasia Potapova quem encerrou sua participação. No entanto, ela não conseguiu continuar o bem desempenho nos gramados de Wimbledon no final daquele mês, quando foi eliminada na primeira rodada de seu Grand Slam em casa, perdendo por 7–6, 0–6, 4–6 para Diane Parry. Em novembro de 2023, Dart garantiu o ponto da vitória para a Grã-Bretanha na vitória por 3-1 no play-off da Copa Billie Jean King contra a Suécia na Copper Box Arena em Londres com uma vitória por 7-5, 6-2 sobre Caijsa Hennemann [en], depois de ser trazida para a equipe como substituta tardia de Jodie Burrage.

### 2024: Primeira semifinal WTA
Dart voltou ao top 100 do mundo, depois de alcançar sua primeira semifinal de simples do WTA no Transylvania Open, derrotando Anna Bondár, a quinta cabeça de chave Elisabetta Cocciaretto e Nuria Párrizas Díaz [en], antes de ser eliminada pela eventual campeã Karolína Plíšková. No mesmo torneio, também chegou à final de duplas com a parceira Tereza Mihalíková [en].
Em abril, Dart foi selecionada para jogar pela Grã-Bretanha contra a França na rodada de qualificação da Copa Billie Jean King, mas não foi obrigada a jogar, já que Emma Raducanu e Katie Boulter venceram as três partidas necessárias para se classificar para as finais. Dart então venceu duas rodadas na qualificatória para o Aberto de Madrid para chegar à chave principal, onde não passou da primeira rodada. No Aberto da França, perdeu na primeira rodada para a cabeça de chave N° 27, Linda Nosková, em sets diretos.

## Finais da ITF

### Simples: 15 (5 títulos, 10 vices)
| Legenda                       |
| ----------------------------- |
| Torneios de US$ 100.000 (0–1) |
| Torneios de US$ 80.000 (0–1)  |
| Torneios de US$ 40.000 (0–1)  |
| Torneios de US$ 25.000 (3–4)  |
| Torneios de US$ 10.000 (2–3)  |

| Finais por piso |
| --------------- |
| Duro (4–10)     |
| Saibro (0–0)    |
| Grama (0–0)     |
| Carpete (1–0)   |

| Status | V–D  | Data     | Torneio                             | Nível   | Piso        | Oponente             | Placar        |
| ------ | ---- | -------- | ----------------------------------- | ------- | ----------- | -------------------- | ------------- |
| Perdeu | 0–1  | Nov 2012 | ITF Edgbaston, Reino Unido          | 10.000  | Duro (i)    | Renata Voráčová      | 4–6, 2–6      |
| Perdeu | 0–2  | Ago 2014 | ITF Sharm El Sheikh, Egito          | 10.000  | Duro        | Valeriya Strakhova   | 3–6, 3–6      |
| Venceu | 1–2  | Out 2014 | ITF Sharm El Sheikh, Egypt          | 10.000  | Duro        | Nuria Párrizas Díaz  | 6–2, 6–1      |
| Venceu | 2–2  | Dez 2014 | ITF Djibouti City, Djibouti         | 10.000  | Duro        | Naomi Totka          | 6–3, 6–2      |
| Perdeu | 2–3  | Mar 2015 | ITF Jiangmen, China                 | 10.000  | Duro        | Liu Chang            | 3–6, 0–6      |
| Perdeu | 2–4  | Mai 2016 | ITF Goyang, South Korea             | 25.000  | Duro        | Han Na-lae           | 3–6, 2–6      |
| Venceu | 3–4  | Fev 2018 | AK Ladies Open, Alemanha            | 25.000  | Carpete (i) | Karolína Muchová     | 7–6(7–5), 6–2 |
| Perdeu | 3–5  | Mar 2018 | Yokohama Challenger, Japão          | 25.000  | Duro        | Veronika Kudermetova | 2–6, 4–6      |
| Venceu | 4–5  | Out 2018 | ITF Oslo, Noruega                   | 25.000  | Duro (i)    | Paula Badosa         | 6–2, 1–0 ret. |
| Perdeu | 4–6  | Abr 2019 | ITF Sunderland, United Kingdom      | 25.000  | Duro (i)    | Laura-Ioana Paar     | 5–7, 6–4, 2–6 |
| Perdeu | 4–7  | Out 2020 | ITF Cherbourg-en-Cotentin, França   | 25.000  | Duro (i)    | Kaia Kanepi          | 4–6, 4–6      |
| Perdeu | 4–8  | Out 2021 | Tyler Pro Challenge, Estados Unidos | 80.000  | Duro        | Misaki Doi           | 6–7(5–7), 2–6 |
| Venceu | 5–8  | Mai 2023 | ITF Nottingham, Reino Unido         | 25.000  | Duro        | Taylah Preston       | 6–0, 6–2      |
| Perdeu | 5–9  | Out 2023 | ITF Quinta do Lago, Portugal        | 40.000  | Duro        | Gabriela Knutson     | 4–6, 1–6      |
| Perdeu | 5–10 | Nov 2023 | Takasaki Open, Japão                | 100.000 | Duro        | Yuan Yue             | 7–5, 5–7, 0–6 |

### Duplas 31: (16 títulos, 15 vices)
| Legenda                         |
| ------------------------------- |
| Torneios de US$ 100.000 (1–0)   |
| Torneios de US$ 60.000 (3–2)    |
| Torneios de US$ 40.000 (1–0)    |
| Torneios de US$ 25.000 (4–5)    |
| Torneios de US$ 10/15.000 (7–8) |

| Finais por piso |
| --------------- |
| Duro (16–14)    |
| Saibro (0–1)    |
| Grama (0–0)     |
| Carpete (0–0)   |

| Status | V–D   | Data     | Torneio                               | Nível   | Piso     | Parceira             | Oponentes                               | Placar            |
| ------ | ----- | -------- | ------------------------------------- | ------- | -------- | -------------------- | --------------------------------------- | ----------------- |
| Venceu | 1–0   | Dez 2013 | ITF Sharm El Sheikh, Egito            | 10.000  | Duro     | Katy Dunne           | Csilla Borsányi Aminat Kushkhova        | 0–6, 6–4, [10–4]  |
| Perdeu | 1–1   | Dez 2013 | ITF Sharm El Sheikh, Egito            | 10.000  | Duro     | Katy Dunne           | Kim Hae-sung Kim Ju-eun                 | 6–7(6–8), 4–6     |
| Venceu | 2–1   | Abr 2014 | ITF Sharm El Sheikh, Egito            | 10.000  | Duro     | Katy Dunne           | Yuka Mori Eden Silva                    | 6–4, 6–4          |
| Perdeu | 2–2   | Ago 2014 | ITF Sharm El Sheikh, Egito            | 10.000  | Duro     | Claudia Williams     | Vojislava Lukić Haine Ogata             | 4–6, 2–6          |
| Venceu | 3–2   | Ago 2014 | ITF Sharm El Sheikh, Egito            | 10.000  | Duro     | Anna Morgina         | Abbie Myers Georgiana Ruhrig            | 6–2, 6–1          |
| Perdeu | 3–3   | Set 2014 | ITF Antalya, Turquia                  | 10.000  | Deuro    | Jessica Simpson      | Wang Yan You Xiaodi                     | 1–6, 6–3, [8–10]  |
| Venceu | 4–3   | Out 2014 | ITF Sharm El Sheikh, Egito            | 10.000  | Duro     | Melis Sezer          | Ioana Ducu Eden Silva                   | 7–5, 6–1          |
| Perdeu | 4–4   | Out 2014 | ITF Sharm El Sheikh, Egito            | 10.000  | Duro     | Eden Silva           | Sharmada Balu Wang Xiyao                | 5–7, 6–2, [9–11]  |
| Perdeu | 4–5   | Nov 2014 | ITF Sousse, Tunísia                   | 10.000  | Duro     | Francesca Stephenson | Natela Dzalamidze Oleksandra Korashvili | 3–6, 1–6          |
| Venceu | 5–5   | Mai 2015 | ITF Balikpapan, Indonésia             | 25.000  | Duro     | Prarthana Thombare   | Nicha Lertpitaksinchai Nudnida Luangnam | 6–4, 4–6, [18–16] |
| Venceu | 6–5   | Ago 2015 | ITF Chiswick, Reino Unido             | 10.000  | Duro     | Katy Dunne           | Emily Arbuthnott Freya Christie         | 6–2, 6–2          |
| Perdeu | 6–6   | Ago 2015 | ITF Woking, Reino Unido               | 25.000  | Duro     | Katy Dunne           | Claudia Giovine Despina Papamichail     | 2–6, 1–6          |
| Perdeu | 6–7   | Set 2015 | ITF Pétange, Luxemburgo               | 15.000  | Duro (i) | Manon Arcangioli     | Michaela Boev Hristina Dishkova         | 2–6, 3–6          |
| Perdeu | 6–8   | Fev 2016 | ITF Sunderland, Reino Unido           | 10.000  | Duro (i) | Manon Arcangioli     | Emily Arbuthnott Emilie Francati        | 3–6, 6–4, [5–10]  |
| Perdeu | 6–9   | Fev 2016 | ITF Wirral, Reino Unido               | 10.000  | Duro (i) | Veronica Corning     | Sarah Beth Askew Olivia Nicholls        | 2–6, 6–1, [8–10]  |
| Venceu | 7–9   | Abr 2016 | ITF Antalya, Turquia                  | 10.000  | Duro     | Viktoriya Tomova     | Ani Amiraghyan Daiana Negreanu          | w/o               |
| Venceu | 8–9   | Abr 2016 | ITF Antalya, Turquia                  | 10.000  | Duro     | Emily Arbuthnott     | Anastasia Gasanova Ana Shanidze         | 6–1, 6–0          |
| Venceu | 9–9   | Mai 2016 | ITF Goyang, Coreia do Sul             | 25.000  | Duro     | Freya Christie       | Anastasia Gasanova Maddison Inglis      | 6–3, 6–2          |
| Perdeu | 9–10  | Set 2017 | ITF Redding, Estados Unidos           | 25.000  | Duro     | Maria Sanchez        | Daneika Borthwick Ana Veselinović       | 3–6, 4–6          |
| Perdeu | 9–11  | Set 2017 | ITF Stillwater, Estados Unidos        | 25.000  | Duro     | An-Sophie Mestach    | Jovana Jakšić Caitlin Whoriskey         | 6–4, 4–6, [3–10]  |
| Venceu | 10–11 | Nov 2017 | GB Pro-Series Shrewsbury, Reino Unido | 25.000  | Duro (i) | Freya Christie       | Maia Lumsden Katie Swan                 | 3–6, 6–4, [10–6]  |
| Venceu | 11–11 | Abr 2018 | ITF Istanbul, Turquia                 | 60.000  | Duro     | Ayla Aksu            | Anastasia Potapova Olga Doroshina       | 6–4, 7–6(3)       |
| Venceu | 12–11 | Mai 2018 | Jin'an Open, China                    | 60.000  | Duro     | Ankita Raina         | Liu Fangzhou Xun Fangying               | 6–3, 6–3          |
| Venceu | 13–11 | Out 2018 | ITF Oslo, Noruega                     | 25.000  | Duro (i) | Cornelia Lister      | Laura-Ioana Andrei Hélène Scholsen      | 7–6(7–3), 7–5     |
| Venceu | 14–11 | Mar 2019 | Open de Seine-et-Marne, França        | 60.000  | Duro (i) | Lesley Kerkhove      | Sarah Beth Grey Eden Silva              | 6–3, 6–2          |
| Perdeu | 14–12 | Out 2020 | ITF Cherbourg-en-Contentin, França    | 25.000  | Duro (i) | Sarah Beth Grey      | Robin Anderson Jessika Ponchet          | 6–4, 4–6, [8–10]  |
| Perdeu | 14–13 | Out 2020 | ITF Reims, França                     | 25.000  | Duro (i) | Sarah Beth Grey      | Séléna Janicijevic Robin Montgomery     | w/o               |
| Perdeu | 14–14 | Mar 2022 | Arcadia Women's Open, Estados Unidos  | 60.000  | Duro     | Giuliana Olmos       | Ashlyn Krueger Robin Montgomery         | w/o               |
| Venceu | 15–14 | Mar 2023 | ITF Murska Sobota, Eslovênia          | 40.000  | Duro     | Andreea Mitu         | Magali Kempen Xenia Knoll               | w/o               |
| Perdeu | 15–15 | Mai 2023 | ITF Bodrum, Turquia                   | 60.000  | Duro     | Ayla Aksu            | Oana Gavrilă Isabelle Haverlag          | 4–6, 6–7(3–7)     |
| Venceu | 16–15 | Out 2023 | GB Pro-Series Shrewsbury, Reino Unido | 100.000 | Duro (i) | Olivia Gadecki       | Elena Malõgina Barbora Palicová         | 6–0, 6–2          |